# 伊琳娜·扎里茨卡娅
伊琳娜·扎里茨卡娅（俄语：Ирина Зарицкая，羅馬化：Irina Zaritskaya，1939年5月2日—2001年7月30日），基辅人，是一位乌克兰女钢琴演奏家。

## 生平
1939年她出生于基辅的一个音乐家庭。在基辅音乐学校接受音乐训练，1953年至1958年在莫斯科音樂學院钢琴系学习，师从雅科夫·扎克。
1960年，她代表苏联参加了第六届蕭邦國際鋼琴比賽，在决赛获得第二名，同时还获得了演奏玛祖卡和波兰舞曲最优秀奖。在成名后，她赴欧洲各地演出。1972年移居以色列，并于1985年移居英国，并定居伦敦。她与伦敦交响乐团，皇家愛樂樂團和伯明翰市立交響樂團合作进行钢琴演出。
她还是一名出色的钢琴教育家。曾先后在以色列的鲁宾音乐学院（现耶路撒冷音乐舞蹈学院）和英国的皇家音乐学院等地任教。
她的知名演奏曲目包括貝多芬的《第4號鋼琴協奏曲》等。
她最后一次欧洲公演是在1995年8月9日的第50届杜什尼基国际肖邦音乐节。
2001年7月30日在伦敦去世。

## 注脚
1. ↑  Dybowski 2005，第235頁.
2. ↑  Wysocki 1987，第79頁.
3. 1 2  Dybowski 2005，第236頁.
4. ↑  Dybowski 2005，第236-237頁.
5. ↑  . International Piano Quarterly. 2001, (5): 9 （英语）.